# Face the Music (film, 1954)
Pour les articles homonymes, voir Face the Music.
Pour plus de détails, voir Fiche technique et Distribution.
Face the Music est un film britannique réalisé par Terence Fisher, sorti en 1954.

## Fiche technique
- Titre : Face the Music
- Réalisateur : Terence Fisher
- Scénario : Ernest Borneman d'après son roman éponyme
- Directeur de la photographie : Walter J. Harvey
- Montage : Maurice Rootes
- Musique : Kenny Baker, Ivor Slaney
- Producteur : Michael Carreras
- Société de production : Hammer Film Productions, Lippert Films
- Genre : film policier, drame
- Durée : 84 minutes
- Film en noir et blanc
- Dates de sortie :
  -  États-Unis 29 janvier 1954
  -  Royaume-Uni 22 février 1954

## Distribution
- Alex Nicol : James Bradley
- Eleanor Summerfield : Barbara Quigley
- John Salew (en) : Maxie Margulies
- Paul Carpenter : Johnny Sutherland
- Geoffrey Keen : Maurie Green
- Ann Hanslip : Maxine Halbard
- Fred Johnson : Détective Sergent MacKenzie
- Martin Boddey : Inspecteur Mulrooney
- Arthur Lane : Jeff Colt
- Gordon Crier
- Paula Byrne : Gloria Lewis Colt
- Leo Phillips : Dresser
- Freddie Tripp : Régisseur
- Ben Williams : Portier
- Frank Birch : Trompettiste
- Jeremy Hawk : Technicien
- James Carney : Mickey
- Mark Singleton : Garçon